# Kapcsos Vince
Kapcsos Vince (Budapest, 1981. október 15. –) magyar labdarúgó, hátvéd.

## Pályafutása
1995 és 2003 között több juniorcsapatban is szerepelt: a Vasasban kezdte a labdarúgást, de játszott Kiskőrösön, Újpesten és Egerben is. 2003-ban az Újpest színeben lett élvonalbeli labdarúgó. A következő idénytől a Rákospalotai EAC védője lett. Egészen 2010-ig szerepelt Rákospalotán. Bár szerepelt olaszországi próbajátékon, végül nem igazolt külföldre.  2005-ben a válogatottban is bemutatkozott.
Neve egybeforrt a REAC ellen felhozott bundavádakkal, a tárgyalásokon ő volt az ügy ötödrendű vádlottja. 
Később az újpesti futsalcsapatban szerepelt. 

## Statisztika

### Mérkőzése a válogatottban
| Magyarország | Magyarország       | Magyarország | Magyarország | Magyarország | Magyarország       | Magyarország | Magyarország | Magyarország |
| #            | Dátum              | Helyszín     | Hazai        | Eredmény     | Vendég             | Kiírás       | Gólok        | Esemény      |
| ------------ | ------------------ | ------------ | ------------ | ------------ | ------------------ | ------------ | ------------ | ------------ |
| 1.           | 2005. december 18. | Miami (USA)  | Magyarország | 3 – 0        | Antigua és Barbuda | barátságos   | -            | 80'          |
|              | Összesen           |              |              | 1            | mérkőzés           |              | 0            | gól          |

## Külső hivatkozások
- Kapcsos Vince adatlapja a Nemzeti Sport honlapján